# 恩瑟
恩瑟（德語：Ense，發音：[ˈɛnzə]）是德国北莱茵-威斯特法伦州阿恩斯贝格行政区索斯特县的市镇，面积51.08平方千米，2023年12月31日人口为12,398人。